# Abdolhossein Barazandeh
Abdolhossein Barazandeh (en persan عبدالحسین برازنده) est un compositeur, auteur, directeur du théâtre et chef d’orchestre iranien. Il est né en 1893 à Ispahan en Iran et mort en 1971 dans sa ville natale.

## Biographie
Abdolhossein Barazandeh est issu d'une famille riche et célèbre d'Ispahan. Il y fait sa scolarité avant entrer dans les Forces armées iraniennes entre 1901 et 1902. Par la suite, il entre d’abord au ministère de la justice. Ces deux ministères ne répondaient pas à son âme sensible et à ses inspirations musicales. Ainsi il entre au ministère de l'Instruction publique iranienne (Ministère de l'Éducation) en tant que professeur et enseigne la littérature, le français, l'arabe, la calligraphie et la musique. Parallèlement, il est directeur de l’Orchestre du Théâtre de Sepahan. Il a laissé une œuvre importante (plus de 2 500 œuvres répertoriées par son fils, Jamshid Barazandeh, lui-même compositeur aussi[source insuffisante]) qui embrasse tous les genres musicaux classiques iraniens.
Son œuvre a aidé à développer la musique classique (traditionnelle) iranienne, ou musique persane. Abdolhossein Barazandeh utilise principalement le tar. Sa maîtrise s'étend également à d'autres instruments iraniens de musique telle que le setar ou sehtar. Il a développé plusieurs dastgah (modaux). Son nom est passé dans le langage des compositeurs, poètes et écrivains iraniens comme synonyme de génie en musique classique iranienne. Par exemple, Havanes Abkarian dit Yahya Khan[source insuffisante] (1876-1932), le fabricant connu du tar, s'enthousiasme quand Barazandeh joue le tar.

## Éducation musicale
Abdolhossein Barazandeh apprend d'abord la musique auprès de son oncle Abdolrahim Khan Sadri, lui-même, musicien. À l’école française Setareh Sobh (« Étoile du Matin »), à Ispahan, trois professeurs français, dont le père Félix, de la Mission Jésuite à Ispahan, lui enseignent le solfège[réf. nécessaire]. Puis Barazandeh étudie auprès de Darvish Khan, le compositeur iranien. Darvish Khan l'appréciait particulièrement[réf. nécessaire]. Plus tard, il entre dans la Société des musiciens d'Ispahan.

## Œuvres
Depuis plusieurs années, la vie et l'œuvre de Barazandeh a attiré l'attention de quelques chercheurs,, et des chefs d’orchestre iraniens[Qui ?],.
Presque toutes les chansons que Jalal Taj Esfahani a chantées sont des mélodies que Barazandeh a composées pour lui[réf. nécessaire], en particulier :
- Dar dele atashe ghame rokhat ta ke khane kard
- Dar golestan (Dans le jardin),
- Rang hayeh Tabia’at (Les couleurs de la nature).

Ses œuvres sont interprétées par différents chanteurs : Adib Khansari (en), Taj Esfahani, Iraj (Hossein Khajeh Amiri)[réf. nécessaire], Parvin, Salar Aghili, Alireza Eftekhari, Moein, Malek Masudi, Mohebi Zadeh, Abdolvahab Shahidi (en), Aliasghar Shah Zeidi, les frères jumeaux Ali et Mohammad Saïdi, Hossein Taherzadeh, Mohammad Taherzadeh, Hooshang Beheshti, Nahid Daei Javad, Abdolhossein Mokhtabad (en), Bahram Hasiri, Mohammad Golriz, Abdolrassoul Kargosha, Ali Rostamian.
Ses œuvres sont également jouées par l'Orchestre National d'Iran aux divers festivals de la musique : Festival de Musique d’Ispahan (24/25 avril-02/3 mai de chaque année), Festival de Musique de Fadjr de Chiraz , (7/8 janvier-15/16 janvier de chaque année) et le Fajr International Music Festival (en)[source insuffisante].
Ses œuvres sont jouées dans les Golhaye Rangarang (en persan گلهای رنگارنگ),, c'est-à-dire des émissions radiophoniques réunissant la poésie persane et la musique classique iranienne avec la participation d’un chanteur ou d’une chanteuse célèbres. La radio BBC a également consacré une émission sur Abdolhossein Barazandeh, le 30 septembre 2005. Son nom apparaît aussi dans les médias iraniens. En 2018, à Paris, Ali-Akbar Tajvidi a joué une de ses œuvres.

### Œuvres célèbres
- Karevan(Caravane),
- Be Esfahan roo (Vas à Ispahan)
- Didy akhar (Tu as vu la fin),
- Shekayat e Mashoogh (La plainte d’être aimée),
- Delshekaste (Cœur brisé),
- Taaghat az dast e man o del,
- Bahare man (Mon printemps),
- Ashegh (Amoureux),
- Siah mozhgan,
- Mooyeh,
- Atash del[28]
- Etc.

## Style musical et innovations
Pour la première fois dans l'histoire de la musique classique iranienne, c'est lui qui compose plusieurs œuvres pour l'opéra et l'opérette. La plupart de ses opéras réalisés à Ispahan développent des thèmes épiques inspirés de la mythologie persane, ou basés sur les légendes et des contes fabuleux de l'Iran préislamique et du Livre des Rois de Ferdowsi. Par exemple : 
- Zal va Rudabeh[30] (inspiré de l’œuvre de Ferdowsi),
- Leyli va Majnoun (inspiré de l’œuvre de Nizami le poète persan des XIIe siècle et XIIIe siècle),
- Kheir va shar
- Mardaan va Shahrebanoo
- Shabneshini e Saadi va Hafez (Le banquet de Saadi et Hafez)
- Faust (inspiré de la figure mythique de l'œuvre de Johann Wolfgang von Goethe, le romancier, dramaturge et poète allemand).

Entre 1921 et 1942, ses opéras et ses opérettes sont joués à Ispahan, mais en raison de l’absence de moyens de diffusion et de la distance considérable Téhéran et Ispahan - puisque d'abord, une route digne de ce nom n'existait pas à cette époque d'une part, et deuxièmement l'Iran a été occupé par les Alliés (États-Unis - Royaume-Uni - Russie durant la Seconde guerre mondiale), la quasi-totalité de ses opéras et ses opérettes sont depuis ignorés et tombés dans l'oubli ou détruits.
Des centaines de ses œuvres ne sont pas encore publiées, par exemple les Radif (arrangements).

## Hommages

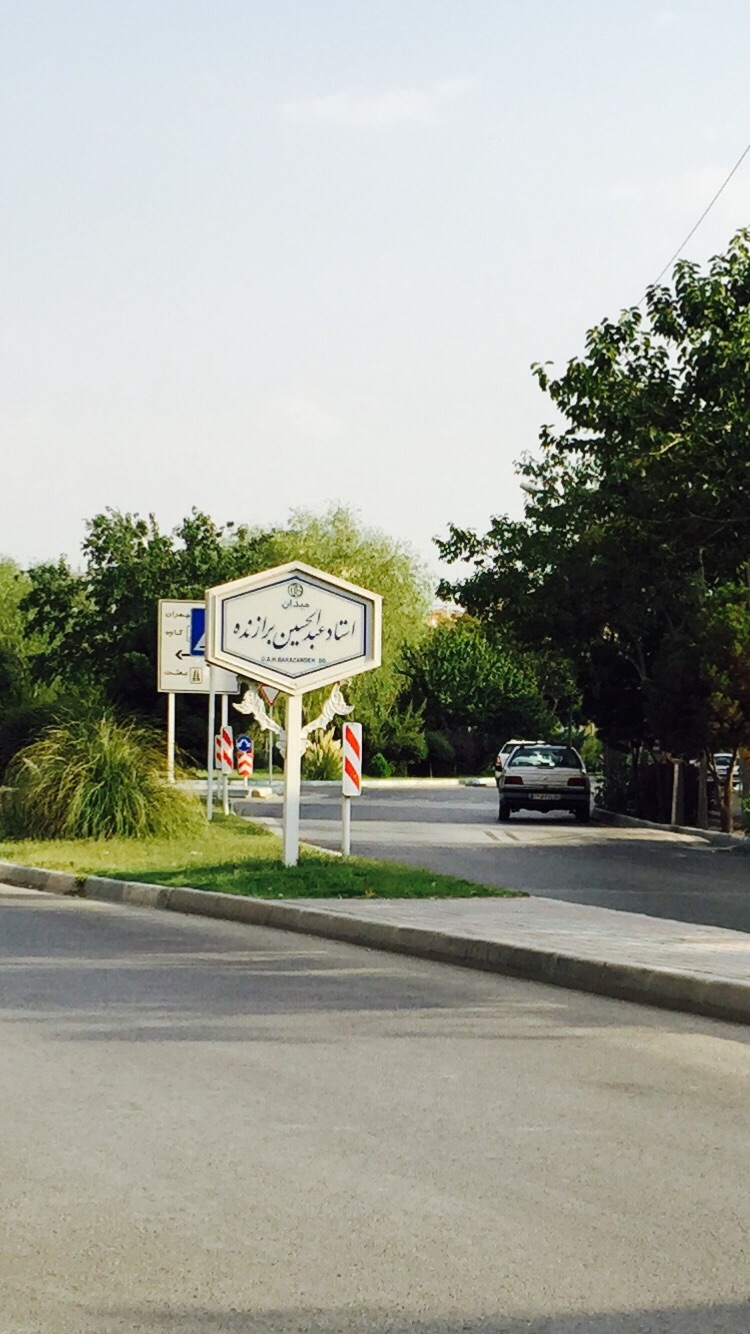
Avenue Ostad Abdolhossein Barazandeh à Ispahan.

Il est enterré au cimetière historique d'Ispahan, Takhteh-Foulad. En son hommage, la ville d’Ispahan a désigné une place à son nom.